# محوطه بدیل
محوطه بدیل مربوط به دوره ساسانیان - سده‌های ۳–۲ ه.ق است و در شهرستان بهبهان، بخش مرکزی، دهستان حومه، ۳۰۰ متری شمال روستای امام رضا واقع شده و این اثر در تاریخ ۱ مرداد ۱۳۸۶ با شمارهٔ ثبت ۱۹۲۸۳ به‌عنوان یکی از آثار ملی ایران به ثبت رسیده است.